# Frederick Arthur Bridgman
Frederick Arthur Bridgman (1847 – 1928) foi um pintor dos Estados Unidos cuja notoriedade advém, sobretudo de suas obras com termas orientalistas.
Nascido em Tuskegee, Alabama, Frederick era filho de um físico. Ele começou a carreira como desenhista na cidade de Nova Iorque, para American Bank Note Company nos anos de 1864 e 1965, além de ter estudado nesses mesmos anos na Associação de Arte do Brooklyn e na Academia Nacional de Design. Viajou a Paris em 1866 e, em 1867, integrou o estúdio do conhecido pintor acadêmico francês Jean-Léon Gérôme (1824 – 1904), onde foi profundamente influenciado pelos métodos preciso de desenho de Gérôme, acabamento suave e preferência por temas que se referissem ao Oriente Próximo. Posteriormente, Paris tornou-se a sede de seu ofício. Em 1874, ele foi eleito para a Academia Nacional de Design como membro associado, tornando-se membro pleno em 1881.